# Список наград и номинаций Serebro
Список наград российской женской поп-группы Serebro включает в себя премии и номинации, полученные коллективом с момента начала их музыкальной карьеры в 2007 году.

## 2007
| Премия                  | Номинация                           | Номинированная работа | Результат |
| ----------------------- | ----------------------------------- | --------------------- | --------- |
| Евровидение             | Участники конкурса                  | «Song #1»             | III-место |
| MTV Russia Music Awards | Лучший поп-проект                   | Serebro               | Номинация |
| MTV Russia Music Awards | Лучшая композиция                   | «Song #1»             | Номинация |
| MTV Russia Music Awards | Лучшее видео                        | «Song #1»             | Номинация |
| MTV Russia Music Awards | Лучший дебют                        | Serebro               | Победа    |
| Песня года              | Лауреаты фестиваля                  | «Song #1»             | Победа    |
| Серебряная калоша       | Плагиат года                        | «Song #1»             | Победа    |
| Серебряная калоша       | Культурное событие                  | Serebro               | Победа    |
| КоммерсантЪ-рейтинг     | Лучший дебют                        | Serebro               | Победа    |
| «World Music Awards»    | Самый продаваемый российский артист | Serebro               | Победа    |
| Золотой граммофон       | Статуэтка «Золотого граммофона»     | «Песня#1»             | Победа    |
| «Новые песни о главном» | Диплом фестиваля                    | «Дыши»                | Победа    |

## 2008
| Премия                  | Номинация                       | Номинированная работа | Результат |
| ----------------------- | ------------------------------- | --------------------- | --------- |
| ZD Awards               | Прорыв года                     | Serebro               | Победа    |
| Золотой граммофон       | Статуэтка «Золотого граммофона» | «Дыши»                | Победа    |
| Премия Муз-ТВ           | Прорыв года                     | Serebro               | Номинация |
| MTV Russia Music Awards | Видео года                      | «Дыши»                | Номинация |
| MTV Russia Music Awards | Группа года                     | «Опиум»               | Победа    |
| Песня года              | Лауреаты фестиваля              | «Опиум»               | Победа    |

## 2009
| Премия          | Номинация          | Номинированная работа | Результат |
| --------------- | ------------------ | --------------------- | --------- |
| Премия Муз-ТВ   | Лучшее видео       | «Скажи, не молчи»     | Номинация |
| Премия Муз-ТВ   | Лучшая поп-группа  | Serebro               | Номинация |
| Бог Эфира       | Радиохит Группа    | Serebro               | Победа    |
| 20 лучших песен | Лучшая песня       | «Сладко»              | Победа    |
| Песня года      | Лауреаты фестиваля | «Сладко»              | Победа    |

## 2010
| Премия                  | Номинация                       | Номинированная работа | Результат |
| ----------------------- | ------------------------------- | --------------------- | --------- |
| MTV Europe Music Awards | Лучший российский артист        | Serebro               | Номинация |
| Золотой граммофон       | Статуэтка «Золотого граммофона» | «Скажи, не молчи»     | Победа    |
| OE Video Music Awards   | Best International Video        | «Не время»            | Победа    |
| OE Video Music Awards   | Видео года                      | «Не время»            | Номинация |
| OE Video Music Awards   | Лучшая песня года               | «Не время»            | Номинация |
| Песня года              | Лауреаты фестиваля              | «Не время»            | Победа    |

## 2011
| Премия                      | Номинация                                  | Номинированная работа     | Результат |
| --------------------------- | ------------------------------------------ | ------------------------- | --------- |
| Песня года                  | Лауреаты фестиваля                         | «Мама Люба»               | Победа    |
| 20 лучших песен             | Лучшая песня                               | «Давай держаться за руки» | Победа    |
| Премия RU TV                | Фантастиш (Самое сексуальное видео)        | «Давай держаться за руки» | Номинация |
| ZD Awards                   | Поп-проект                                 | Serebro                   | Номинация |
| ZD Awards                   | Dance                                      | Serebro                   | Номинация |
| ZD Awards                   | Sexy Ж (Самые сексуальные исполнительницы) | Serebro                   | Номинация |
| OE Video Music Awards       | Лучшая группа года                         | Serebro                   | Номинация |
| OE Video Music Awards       | Best SEX video                             | «Давай держаться за руки» | Номинация |
| Золотой граммофон (Украина) | Лауреаты фестиваля                         | «Опиум»                   | Победа    |

## 2012
| Премия                  | Номинация                     | Номинированная работа | Результат |
| ----------------------- | ----------------------------- | --------------------- | --------- |
| Премия Муз-ТВ           | Видео года                    | «Мама Люба»           | Номинация |
| Премия Муз-ТВ           | Песня года                    | «Мама Люба»           | Номинация |
| Премия RU.TV            | Лучший танцевальный трек      | «Мама Люба»           | Победа    |
| Премия RU.TV            | Лучший рингтон                | «Мама Люба»           | Номинация |
| Премия RU.TV            | Креатив года                  | «Мама Люба»           | Номинация |
| Премия RU.TV            | Лучшая группа                 | Serebro               | Номинация |
| Женщина года Glamour    | Певица года                   | Serebro               | Номинация |
| MTV Europe Music Awards | Лучший Российский исполнитель | Serebro               | Номинация |

## 2013
| Премия                     | Номинация            | Номинированная работа | Результат |
| -------------------------- | -------------------- | --------------------- | --------- |
| Премия RU.TV               | Не порно, но задорно | «Мальчик»             | Номинация |
| Премия Real Music Box 2013 | Лучшая песня года    | «Мало тебя»           | Победа    |
| Премия Real Music Box 2013 | Лучшая группа        | Serebro               | Номинация |
| Песня года                 | Лауреаты фестиваля   | Serebro               | Победа    |
| 20 лучших песен            | Лучшая песня года    | Serebro               | Победа    |
| MTV Russia                 | Группа года          | Serebro               | Победа    |

## 2014
| Премия                   | Номинация                                 | Номинированная работа            | Результат |
| ------------------------ | ----------------------------------------- | -------------------------------- | --------- |
| Премия RU.TV             | Самое сексуальное видео                   | «Угар»                           | Номинация |
| Премия RU.TV             | Лучший танцевальный клип                  | «Угар»                           | Номинация |
| Премия RU.TV             | Лучшая группа                             | Serebro                          | Номинация |
| Премия RU.TV             | Популяризация русской культуры за рубежом | Serebro                          | Победа    |
| Премия Муз-ТВ            | Лучшая поп-группа                         | Serebro                          | Победа    |
| Премия Муз-ТВ            | Лучшая песня                              | «Мало тебя»                      | Победа    |
| Премия Муз-ТВ            | Лучший дуэт (с DJ M.E.G.)                 | «Угар»                           | Номинация |
| Oops! Choice Awards      | Классика жанра                            | Serebro                          | Победа    |
| Oops! Choice Awards      | Дайте два (Лучший дуэт)                   | Serebro feat. DJ M.E.G. — «Угар» | Победа    |
| MTV Europe Music Awards  | Лучший российский артист                  | Serebro                          | Номинация |
| Реальная премия MUSICBOX | Лучшая группа                             | Serebro                          | Номинация |
| Реальная премия MUSICBOX | Лучшая песня                              | «Я тебя не отдам»                | Победа    |
| Песня года               | Лауреаты фестиваля                        | «Я тебя не отдам»                | Победа    |

## 2015
| Премия                                                | Номинация               | Номинированная работа | Результат |
| ----------------------------------------------------- | ----------------------- | --------------------- | --------- |
| ZD Awards                                             | Группа года             | Serebro               | Номинация |
| Премия RU.TV 2015                                     | Лучшая группа           | Serebro               | Победа    |
| Премия RU.TV 2015                                     | Самое сексуальное видео | «Я тебя не отдам»     | Номинация |
| Премия Муз-ТВ 2015                                    | Лучшая песня            | «Я тебя не отдам»     | Номинация |
| Премия Муз-ТВ 2015                                    | Лучшее видео            | «Я тебя не отдам»     | Номинация |
| Премия Муз-ТВ 2015                                    | Лучшая поп-группа       | Serebro               | Победа    |
| Реальная премия MUSICBOX                              | Лучший видеоклип        | «Перепутала»          | Номинация |
| Реальная премия MUSICBOX                              | Лучшая группа           | Serebro               | Победа    |
| Росси́йская национа́льная музыка́льная пре́мия «Виктория» | Лучшая поп-группа       | Serebro               | Победа    |

## 2016
| Премия                        | Номинация                         | Номинированная работа      | Результат |
| ----------------------------- | --------------------------------- | -------------------------- | --------- |
| Премия RU.TV 2016             | Лучшая группа                     | Serebro                    | Номинация |
| Премия Муз-ТВ 2016            | Лучшая песня на иностранном языке | «Kiss»                     | Номинация |
| Премия Муз-ТВ 2016            | Лучшая поп-группа                 | Serebro                    | Победа    |
| Реальная премия MUSICBOX 2016 | Клип года                         | «Отпусти меня» (видеоклип) | Номинация |
| Реальная премия MUSICBOX 2016 | Альбом года                       | Сила трёх                  | Победа    |

## 2024
| Премия            | Номинация                       | Номинированная работа | Результат |
| ----------------- | ------------------------------- | --------------------- | --------- |
| Золотой граммофон | Статуэтка «Золотого граммофона» | Song #2               | Победа    |